# ICloud
L'iCloud és un sistema d'emmagatzematge al núvol (cloud computing d'Apple Inc). Es va anunciar per primer cop el 6 de juny de 2011 a la Conferència de Desenvolupadors Globals d'Apple (WWDC). El servei permet els seus usuaris emmagatzemar dades, com ara arxius de música en servidors remots per la descàrrega de diferents dispositius com ara iphones, ipods, ipads i ordinadors personals que funcionen amb Mac OS X (lion o versions posteriors) o Windows de Microsoft (Windows Vista o posteriors). Amb aquesta eina també reemplacen el servei d'Apple MobileMe, que actua com un centre de dades de sincronització de correu electrònic, contactes, calendaris, marcadors, notes, llistes de tasques i altres dades.
iCloud runs on Microsoft Windows Azure and Amazon AWS services.

## Història
L'Icloud és l'última marca de serveis d'Apple en computació al núvol i fins ara s'ha ofert de manera gratuïta. Substitueix serveis previs com: l'ITools del 2000, el Mac del 2002 i el MobileMe del 2008. Tot i això, d'acord amb la pàgina de suport d'Apple, el MobileMe suspendrà els serveis el 30 de juny de 2012 i eliminarà tots els comptes.
El lloc web oficial es va posar en funcionament a principis d'Agost de 2011 per a desenvolupadors d'Apple. El 12 d'octubre de 2011 l'Icloud es va convertir en líder de descàrregues a través de l'actualització d'iTunes, i en menys d'una setmana va aconseguir més de 20 milions d'usuaris. El juny de 2011, el banc canadenc RBC Capital Markets, va comprovar que el 76% dels propietaris d'iPhone planejaven utilitzar l'iCloud un cop el servei estigués en marxa, i van predir que 150 milions de persones s'hi podrien inscriure en un futur.

## Anunci
La primera menció que va fer l'Apple sobre l'iCloud va ser el 31 de maig del 2011. Es va fer ús d'un comunicat de premsa anunciant i aprovaven el servei en la WWDC (WorldWide Developers Conference) el 6 de juny de 2011. Una pancarta penjada al Centre Moscone per la WWDC va desvelar el logotip de l'iCloud 5 dies abans del llançament oficial. En la WWDC de 2011, l'Apple va anunciar que l'iCloud reemplaçaria els serveis del MobileMe i que el servei bàsic d'iCloud seria gratuït.

## Característiques
El sistema, basat en l'emmagatzematge al núvol, permet els seus usuaris emmagatzemar música, vídeos, fotografies, aplicacions, documents, enllaços favorits del navegador, recordatoris, notes, iBooks i contactes, a més d'utilitzar-lo com a plataforma per a servidors de correu electrònic d'Apple i els seus calendaris.
Cada compte té una capacitat d'emmagatzematge gratuït de 5 GB, i el contingut comprat a l'Apple iTunes (aplicacions, música, pel·lícules i vídeos) s'emmagatzema de manera gratuïta sense interferir en els 5 GB preestablerts. Totes les aplicacions, pel·lícules i arxius de música comprats a través d'iTunes es descarreguen automàticament a qualsevol dispositiu registrat al compte; per exemple, iPhones i ordinadors personals. Quan un usuari registra un nou dispositiu al seu compte, tot el contingut d'iTunes es pot descarregar automàticament.

### L'iOs reserva de dispositiu i restauració
L'iCloud permet tots els seus usuaris fer còpies de seguretat dels seus dispositius iOS en xarxa. A més a més, permet restaurar la còpia de seguretat sense necessitat de connectar-se a cap ordinador.

### Buscar el meu iPhone (Find my iPhone)
L'iCloud permet els usuaris rastrejar la ubicació del seu iPhone, iPod touch o iPad. L'usuari pot veure la ubicació aproximada del dispositiu en un mapa (hi apareix un cercle que mostra el radi d'imprecisió), també pot mostrar un missatge o emetre un so al dispositiu (encara que estigui en mode silenci), canviar la contrasenya (o afegir-la en cas de no disposar-ne) i esborrar de forma immediata tots els continguts de l'aparell.

### Sincronització de fotografies (Photo Stream)
La galeria de fotografies és una altra de les funcions adherides al servei bàsic d'iCloud. Permet a l'usuari emmagatzemar les 1000 fotografies més recents als servidors d'iCloud fins a 30 dies de manera totalment gratuïta. Quan fem una foto en un dispositiu amb “Sincronització de Fotos” activat, es carrega automàticament als servidors d'iCloud; a partir d'aquí, s'envien automàticament a la resta dels dispositius registrats. L'Apple ha anunciat que el servei s'integrarà amb l'Apple TV, cosa que permetrà els seus usuaris veure sense fils les fotografies més recents a la televisió d'alta definició.

### Sincronització de cançons iTunes (iTunes Match)
Per una despesa anual de 25 euros a Espanya (300$ a Mèxic i 24,99$ a E.U.A) els usuaris poden escanejar i combinar cançons a la seva biblioteca musical d'iTunes, a més, hi poden incloure cançons copiades de CD o d'altres fonts amb les cançons de la botiga d'iTunes. L'Apple permet que els usuaris descarreguin fins a 25.000 cançons en format AAC a 256kbps lliure de gestió de drets digitals. També es pot pujar qualsevol música que no estigui disponible a la botiga per descarregar des d'altres dispositius iOS compatibles o ordinadors amb el software d'iTunes.
Si l'usuari deixa de pagar la quota anual, no podrà descarregar noves cançons d'iTunes Match. El contingut descarregat prèviament, però, no es veurà afectat, ja que les cançons es troben en format d'expedient AAC lliure de DRM.
Addicional als Estats Units, iTunes Match actualment està disponible a 37 països, incloent gran part d'Amèrica Llatina, Espanya i altres països de parla hispana.

### Tornar al Mac (Back to my Mac)
El Tornar al Mac, abans part del MobileMe, s'inclou ara amb l'iCloud. Aquest servei permet els usuaris connectar-se de forma remota a altres ordinadors configurats amb el mateix ID d'Apple en què Tornar al Mac hagi estat activat prèviament.

## Requisits del sistema
L'iCloud requereix un dispositiu amb iOS 5 o posterior, o en el cas de Mac una versió OS X Lion, per crear un nou compte; per altra banda, si volem treballar des del PC els requisits són utilitzar un Windows Vista o versions posteriors. L'iCloud Control Panel i opcionalment L'Outlook 2007 o posterior per sincronitzar el calendari, contactes i recordatoris. L'accés en línia d'iCloud requereix un navegador compatible.

## Preu
Els primers 5 GB d'emmagatzematge són gratuïts, però aquesta capacitat pot augmentar fins a 50 GB més, amb una proporció de 10 en 10 GB a un preu de 16 euros. Membres del MobileMe van rebre automàticament 20 GB fins al tancament del servei el 30 de juny de 2012.

## Privacitat
Les dades a l'iCloud es guarden sense xifrar; per tant, l'Apple, o per extensió el govern dels EUA, tenen accés a les nostres dades.